# Дубна

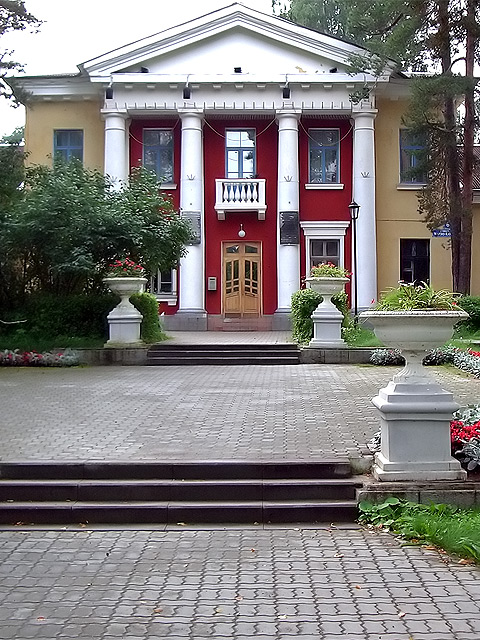
Будинок науковця

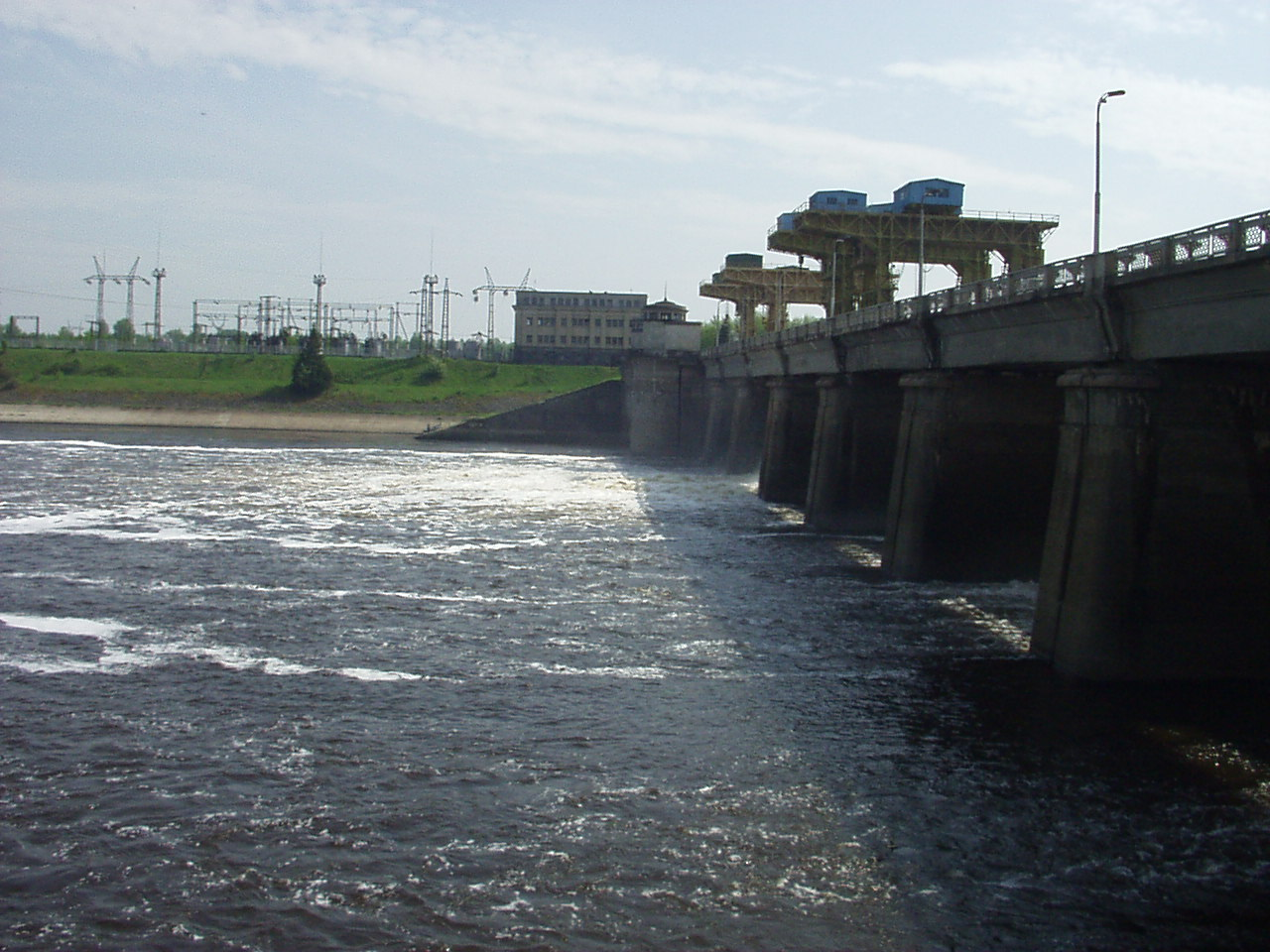
Іваньківське водосховище

Дубна́ (рос. Дубна) — наукоград на півночі Московської області Російської Федерації (125 км від Москви, на межі з Тверською областю), найбільший в Росії центр з досліджень в галузі ядерної фізики.
Місто розташоване на річці Волга, обмежений річками Дубна і Сестра, каналом імені Москви та Іваньковським водосховищем.
Територія — 7166 га. Кінцевий пункт залізничної гілки від ст. Вербілки Савелівського напрямку.
На території міста розташована Іваньковська ГЕС, через яку прокладений автомобільний перехід, що з'єднує район «Лівий берег» з іншими районами міста («Велика Волга», «Чорна річка» і «Інститутська частина»). 29 листопада 2018 року було введено в експлуатацію новий чотирисмуговий автомобільний міст через Волгу.
Населення Дубни становить 75 001 особа (2019 р.).
За нових часів надано статус міста (1956 р.), через створення Об'єднаного інституту ядерних досліджень. У 1960 до складу Дубни увійшло м. Іванькове (статус міста з 1958 р.)

## Містотворчі підприємства
- Об'єднаний інститут ядерних досліджень (ОІЯД);
- ВАТ «Дубненський машинобудівний завод ім. М. П. Федорова» (до 18 серпня 2008 року — ВАТ «ДМЗ-Камов»);
- ВАТ «Державне машинобудівне конструкторське бюро „Райдуга“ імені О. Я. Березняка»;
- ВАТ "Завод приладів «Тензор»;
- НДІ «Атол»;
- ТОВ «Мікротехнологія»;
- Науково-дослідний інститут прикладної акустики;
- Центр космічного зв'язку;

## Наука
Єдиний російський населений пункт на честь якого названо елемент періодичної таблиці Д. І. Менделеєва: «дубнієм» називали 105 хімічний елемент відкритий науковцями міста. З 2001 року має статус наукограду РФ. Тут проводяться дослідження в галузях фундаментальної науки, оборони, виробництва наукоємких зразків техніки. У науково-промисловій галузі працює третина зайнятих в економіці міста. З них 300 докторів та 800 кандидатів наук, 10 академіків та 8 член-кореспондентів Академії наук.

## Освіта
У Дубні працюють вищі навчальні заклади, зокрема Міжнародний університет природи, суспільства та людини «Дубна» — державний навчальний заклад, який почав працювати 1 жовтня 1994 року.

Також тут діє Московський державний інститут радіотехніки, електроніки та автоматики який веде навчання за трьома спеціальностями: промислова електроніка, управління та інформатика в технічних системах, обчислювальні машини, комплекси, системи та мережі.

## Населення
Середній вік мешканців міста 33,2 роки
Станом на 2010 рік чоловіки складали 46,2 % мешканців, жінки 53,8 %.
| Текст заголовка | Чисельність мешканців міського округу Дубна |
| --------------- | ------------------------------------------- |
| 1 січня 2013    | 73840                                       |
| 1 січня 2012    | 72357                                       |
| 1 січня 2010    | 70663                                       |

## Статут, символіка та місцеве самоврядування
Чинний статут міста Дубна був прийнятий 4 жовтня 2001 року.

Місто Дубна було засновано в 1956 році, є самостійним муніципальним утворенням у складі Московської області. Місто має власний гімн, герб та прапор. Територія міста складається з лівобережної та правобережної частини, відповідно розташованої на лівому та правому березі Волги.

До складу міської ради Дубна входить 20 депутатів, один з них виконує обов'язки голови Ради депутатів.

## Водойми
У Дубні перетинаються Волга з ріками Сестрою та Дубною, канал імені Москви та Іваньковське водосховище.

## Історія

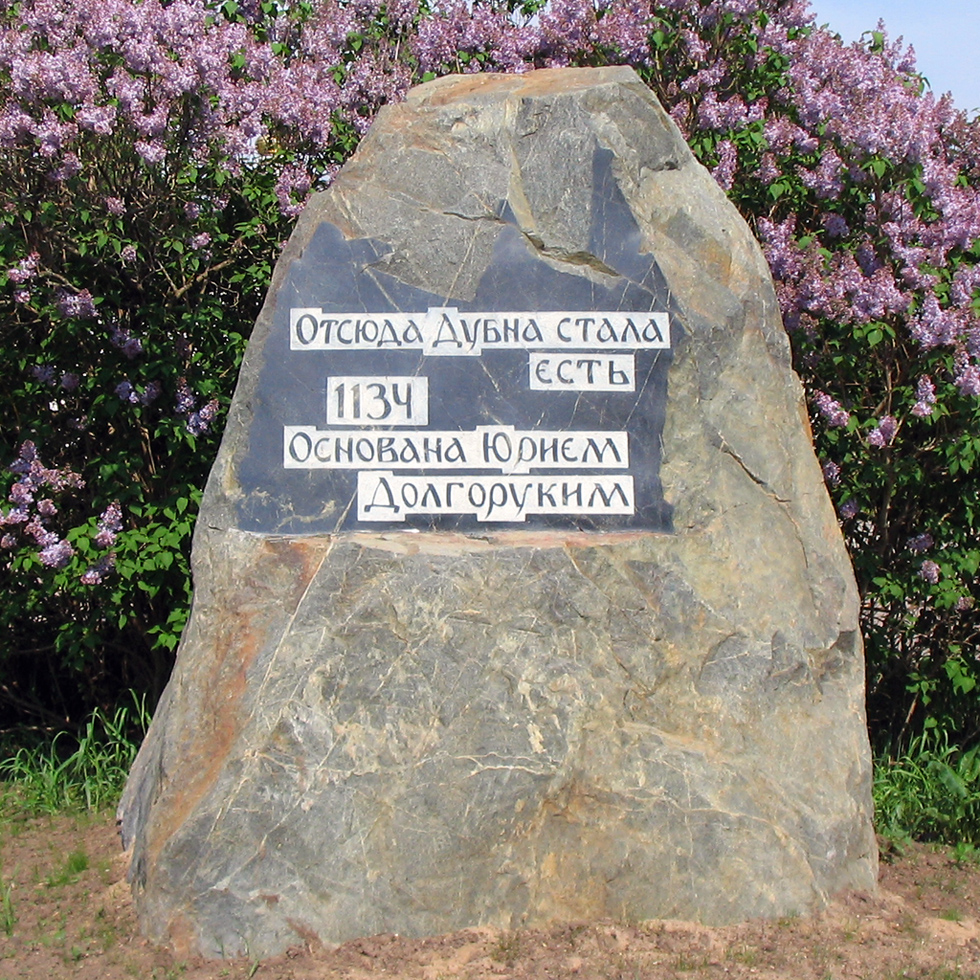
Камінь, присв'ячений заснуванню Дубни

Вперше місце злиття Волги та Дубни згадується в Новгородському літописі під 1134 роком. У 1216 році в ході війни між Володимиро-Суздальським князівством посад було спалено новгородцями і потім він не відновлювався.
З середини ХУІІІ століття власниками цих територій стали Татіщеви, тут існувало кілька поселень, зокрема Городище, Ратміно, Іваньково. Всі вони неодноразово змінювали власників.
У середині 30-х років ХХ століття тут почалось будівництво каналу імені Москви та першої на Волзі Іваньківської ГЕС. Одночасно із спорудженням каналу, почалось будівництво авіаційного підпрємства, а поруч з ним виникло селище авіабудівельників — Іваньково. У роки ІІ Світової війни німецькі війська були зупинені за 20 кілометрів від Іваньково.
У післявоєнні роки в селищі Іваньково на базі авіапідприємств були організовані два конструктурських бюро.
У 1947 році на правому березі Волги з ініціативи І. А. Курчатова почалось будівництво на той час найбільшого в світі прискорювача заряджених частинок — синхроциклотрона. Одночасно будується селище, яке у 1954 році отримало назву Дубна. У березні 1956 року було утворено Об'єднаний інститут ядерних досліджень. 24 липня 1956 року селищу надали статус міста, а пізніше його передали зі складу Калінінської області до Московської області. До нього були приєднані навколишні села. На лівому березі розбудовували селище Іваньково, яке у 1958 році стало містом, а у 1960 році об'єднано з Дубною.
1980 року у зв'язку з відкриттям XXII Олімпійських ігор у Москві у Дубні почав працювати Центр космічного зв'язку. У грудні 2001 року місту надали статус наукограду та затвердили програму його розвитку.

## Видатні постаті пов'язані з Дубною
З історією міста пов'язані імена видатних науковців І. В. Курчатова, О. Н. Комаровського, С. І. Вавілова, М. В. Келдиша, засновника першої радянської атомної станції Д. І. Блохінцева, ученого-фізика, математика і механіка М. М. Боголюбова. Організатором Об'єднаного інституту ядерних досліджень був Нобелівський лауреат, академік І. М. Франк. Також у різні роки Дубну відвідували видатні світові науковці, які працювали в галузі ядерної фізики: Дж. Адамс, Н. Бор, П. Дірак, Ф. Жоліо-Кюрі, Д. Кокрофт, Г.Сіборг.

### Почесні громадяни Дубни
- Кравченко Володимир Ілліч (1920—2011) — радянський військовик, Герой Радянського Союзу.

## Пам'ятники
У Дубні майже немає унікальних та широко відомих пам'ятників старовини, найцікавішим з них є храм Похвали Пресвятої Богородиці. Натомість тут є пам'ятники історії науки і техніки, як Іваньківська ГЕС та шлюз № 1 (1937 р.), наукові комплекси синхроциклотрона (1949 р.) та синхрофазотрон (1957 р.). В новітні часи відкриті пам'ятники видатним вченим, який зробили значний внесок у розвиток міста.